# Агентство США з міжнародного розвитку
Агентство США з міжнародного розвитку (англ. United States Agency for International Development, USAID) — незалежне агентство федерального уряду США. Відповідало за невійськову допомогу США іншим країнам. Адміністратора Агентства та його заступника призначав президент за згодою Сенату, вони діяли в координації з Державним секретарем США.
До основних напрямів роботи Агентства входили підтримка торгівлі, сільського господарства, економічного зростання, охорони здоров'я, екстрена гуманітарна допомога, сприяння у запобіганні конфліктам та підтримка демократії в понад 100 країнах світу.

## Історія
Акт про створення USAID підписав президент Джон Кеннеді в листопаді 1961 року. Уперше один із державних інститутів США цілком зосередився на довгостроковій допомозі в економічному і соціальному розвитку інших країн, об'єднавши в собі функції декількох раніше наявних організацій. 
З 1961 року Агентство США з міжнародного розвитку є провідною установою Уряду Сполучених Штатів Америки з виконання програм міжнародної економічної та гуманітарної допомоги. Штаб-квартира USAID розміщена у Вашингтоні, округ Колумбія; Агентство також має регіональні місії у Центральній та Південній Африці, Азії та на Близькому Сході, Латинській Америці та країнах Карибського басейну, а також у Європі та Євразії.
На фінансування програм цієї організації щорічно виділяють приблизно 1 % федерального бюджету США. USAID має свої представництва в більшості країн світу. Створення Агентства стало результатом роботи з упорядкування розрізнених програм американської міжнародної допомоги, в основі яких лежав План Маршалла, за яким США надавала допомогу післявоєнній Європі і який завершився в червні 1951 року.
| Країна      | Млрд $ |
| ----------- | ------ |
| Афганістан  | 2.24   |
| Пакистан    | 0.97   |
| Йорданія    | 0.48   |
| Ефіопія     | 0.45   |
| Гаїті       | 0.31   |
| Кенія       | 0.31   |
| Ірак        | 0.28   |
| ДР Конго    | 0.24   |
| Уганда      | 0.22   |
| Танзанія    | 0.21   |
| Сомалі      | 0.20   |
| Сектор Гази | 0.20   |
| Гана        | 0.19   |
| Бангладеш   | 0.18   |
| Колумбія    | 0.18   |
| Індонезія   | 0.17   |
| Ліберія     | 0.16   |
| Ємен        | 0.16   |
| Мозамбік    | 0.16   |
| Індія       | 0.15   |

## Діяльність в Україні
Співробітництво Агенства з Україною почалося майже одразу після здобуття нею незалежності. У 1992 р. USAID та Україна підписали двосторонню угоду про гуманітарну, економічну та технічну співпрацю, де були визначені такі стратегічні цілі: створити ринкову економіку на розлогій суспільній базі; сприяти розбудові демократичної політичної системи за широкої участі громадян; допомогти у реформуванні соціального сектору з метою пом’якшення труднощів перехідного періоду, передусім для найбільш уразливих верств населення.
Метою діяльності Агенства США з міжнародного розвитку є демократична, економічно розвинена та здорова Україна, об’єднана навколо західних цінностей. Головними напрямами діяльності USAID в Україні є економічний та суспільно-політичний, а також ті, що пов’язані з охороною здоров’я та наданням гуманітарної допомоги. За більш ніж 30 років своєї діяльності в Україні USAID реалізувало більш ніж 50 програм, що сприяли розвитку демократичного врядування, громадянського суспільства, незалежних медіа, а також підтримували боротьбу з корупцією та захист прав людини. Агенство зробило суттєвий внесок у сприяння розвитку ринкової економіки та сфери охорони здоров’я, а також у соціальний захист найбільш уразливих верств населення.
26 січня 2025 року, згідно повідомлення видання NV, американська агенція з міжнародного розвитку (USAID) в Україні отримала наказ призупинити всі проєкти та видатки на них після розпорядження Держдепу США щодо зупинки програм допомоги іншим країнам на 90 днів для аудиту.
З 1 липня 2025 року USAID припиняє реалізацію програм іноземної допомоги. Натомість частина цих програм тепер буде керуватися Державним департаментом США. Аналітики прогнозують, що подальше скорочення фінансування Агентства, що поєднується з потенційною ліквідацією USAID, може призвести до понад 14 мільйонів смертей до 2030 року. Йдеться зокрема про 4,5 мільйона смертей серед дітей віком до 5 років.

### Російське вторгнення в Україну
Після 24 лютого 2022 р. USAID, продовжуючи здійснювати традиційні види діяльності в Україні, започатковує нові програми, що передусім пов’язані з безпековими викликами повномасштабної війни (медичне забезпечення, енергетика, продовольчі та гуманітарні проблеми тощо).
У лютому - квітні 2023 року USAID Проєкт енергетичної безпеки (ПЕБ) доставило 48 пересувних котелень загальною вартістю $5,6 млн
У лютому - березні 2023 року USAID надав комунальному підприємству «Київтеплоенерго» (КТЕ) 2637 тонн промислової солі для очищення води загальною вартістю $1,8 млн.
17 липня 2023 року до України прибула адміністраторка Агентства США з міжнародного розвитку (USAID) Саманта Павер. Згідно повідомлення, це вже другий її візит до Києва від початку російського вторгнення в Україну. Раніше програма USAID «Конкурентоспроможна економіка України» оголосила грантову програму у $1,5 млн для малих та середніх сімейних і жіночих підприємств. У травні 2023 року, агентство США з міжнародного розвитку (USAID) передало «Укрзалізниці» 105 дизель-генераторів.

## Секретні операції
Через свій OTI агентство фінансує підривні операції, наприклад, ZunZuneo проти уряду Куби, про які не оповіщається навіть Конгрес США (2009 року звіт Конгресу згадав, що робота OTI часто призводить до політичних наслідків, які можуть породити дипломатичні неприємності). Витрати на ці цілі маскуються в інших статтях бюджету — так, фінансування ZunZuneo оформлялося як витрати на проєкт в Пакистані.
Після того як статті про ZunZuneo з'явилися в газетах, деякі конгресмени відреагували негативно. Патрік Легі сказав, «секретна операція для зміни уряду не повинна проводитися через USAID».
Черговий скандал у кінці 2014 року був пов'язаний зі спробою створення молодіжного антиурядового руху на Кубі з використанням кубинських реперів, які й не підозрювали, що працюють на США. Операція використовувала сербських підрядників, найнятих через англ. Creative Associates International у Вашингтоні. Фінансування проводилося через підставну компанію в Панамі і банк у Ліхтенштейні. Складність схеми призвела до того, що Казначейство США заблокувало банківські операції, визнавши їх спробою підірвати кубинське ембарго.
Вільям Блюм зазначав, що в 1960-х і 1970-х роках АМР США тісно співпрацювало з ЦРУ — агенти ЦРУ часто діяли за кордоном під прикриттям АМР.